# Лавров, Георгий Иванович
Лавров Георгий Иванович (28 июня 1889 — 28 апреля 1917) — российский военный лётчик, герой Первой мировой войны, командир воздушного корабля «Илья Муромец — I» и отряда этих кораблей, старший лейтенант морской авиации (1916), кавалер ордена Святого Георгия 4-й степени, кавалер Георгиевского оружия.

## Биография
Родился в 1889 году в родовом имении Лавровых в селе Говорово Псковской губернии в дворянской семье потомственных морских офицеров. Отец — Лавров Иван Михайлович вице-адмирал Российского императорского флота. Мать — Берх Елена Александровна, дочь инженер-генерала Александра Маврикиевича (Морицевича) Берха. Брат — Лавров Михаил Иванович — лейтенант флота, погиб при обороне Порт-Артура в 1904 году.
Поступил в 1903 году в Санкт-Петербургский Морской кадетский корпус. Однокашником по Корпусу и лучшим другом до конца жизни Георгия Лаврова стал Игорь Сикорский. Службу проходил на эсминце «Исполнительный» Минной дивизии Балтийского флота, с января 1911 года — на эсминце «Охотник» Черноморского флота, с декабря 1911 года — вновь на Балтийском флоте. Стал одним из первых российских морских лётчиков, лётное удостоверение — № 134. В 1913 году окончил теоретические курсы авиации при Санкт-Петербургском политехническом институте (ЦГИА СПб, ф. 478, оп. 7, д. 4, л.1 — 5), где а это время активную научную работу вел Игорь Сикорский. По их окончании служил на одной из воздушных станций Службы связи Балтийского флота, оснащённой гидросамолётами, где совершал многочисленные полёты на них. Лавров стал ближайшим единомышленником и соратником Сикорского по созданию и испытаниям гидросамолётов. 
16-17 июня 1914 года из Санкт-Петербурга в Киев был осуществлён знаменитый рекордный по протяжённости перелёт тяжёлого четырёхмоторного самолёта авиаконструктора Игоря Иванович Сикорского «Ильи Муромца». Кроме самого конструктора на борту находились механик Владимир Панасюк и два будущих командира подобных аппаратов капитан Х. Ф. Прусис и штурман лейтенант морской лётчик Г. И. Лавров. В честь этого рекордного перелёта аэроплан получил название «Илья Муромец Киевский».
По просьбе И. Сикорского 4 января 1915 года лейтенант морской авиации Георгий Лавров перешёл в Эскадру Воздушных Кораблей (ЭВК) и сразу был назначен командиром экипажа самолёта «Илья Муромец — I». Через короткое время Г. Лавров возглавил 2-й боевой отряд этих кораблей (7 самолётов). По всеобщему мнению (в том числе и И. И. Сикорского) считался одним из лучших пилотов и командиров всей ЭВК.
Погиб Георгий Иванович Лавров вместе со всем своим экипажем под Тернополем 28 апреля (11 мая) 1917 года в результате авиационной катастрофы, произошедшей в результате преднамеренного сознательного солдатского саботажа. Во время полёта сломалась одна из стоек левой консоли крыла, самолёт разрушился в воздухе. В советские годы истинные подробности этой трагедии тщательно скрывались. Причинами назывались несовершенство техники, ошибки пилотирования и т. п. На самом деле сразу после катастрофы проводилось расследование, были собраны все обломки. По свидетельству К. Н. Финне — врача и летописца Эскадры и другого очевидца А. М. Колянковского — штабс-капитана, лётчика и заведующего хозчастью Эскадры — «была найдена первая вылетевшая стойка, причем было установлено, что она до половины подпилена». Экипаж «Ильи Муромца — I» можно считать первыми жертвами первого теракта в авиации.